# Sharone Wright
Sharone Wright (Macon, 30 de janeiro de 1973) é um ex-jogador norte-americano de basquete profissional que atuou na  National Basketball Association (NBA). Foi o número 6 do Draft de 1994.